# Grapples de luta profissional
Manobras de grapple, na luta profissional, são as técnicas que envolvem o uso do corpo do wrestler para levantar, erguer, segurar e derrubar o oponente, sendo o tipo de movimento mais utilizado em um combate. Algumas dessas manobras são ilegais em algumas companhias de luta profissional, pois podem causar sérios danos, especialmente em um ambiente competitivo. Muitas manobras são conhecidas por vários nomes diferentes. Os lutadores, freqüentemente, dão ao seu "finisher", nomes que reflitam sua gimmick.

## Grapples

### Armbreaker
Um Armbreaker, é qualquer movimento em que o lutador bata o braço do oponente contra uma parte do corpo do wrestler, geralmente o joelho ou o ombro.

### Armbar Takedown
Esta variação do Armbreaker é feita após o usuário segurar o braço do oponente, colocá-lo sobre o próprio peito e depois se jogar de costas no chão, fazendo dano ao braço estiquado sobre o tórax. Esse movimento também é chamado de Single Arm DDT

### Arm Drag
Esse movimento é feito com o oponente vindo em direção do usuário. O lutador engancha o braço do oponente e gira rapidamente, lançando seu oponente sobre seu corpo, fazendo com que ele caia de costas no chão. mais sobre a esteira. O lutador pode rolar para o lado dele para dar ao movimento um impulso extra.

#### Over the Shoulder Arm Drag
O wrestler agarra o braço do seu oponente, então se vira para outra direção e puxa o oponente sobre seu ombro. Se assemelha ao Ippon-seoi-nagi no Judô.

#### Springboard Arm Drag
O wrestler segura o braço do oponente, então ele se impulsiona nas cordas, girando e lançando o oponente de costas no chão.

### Wheelbarrow arm drag
O wrestler corre até o oponente e envolve suas pernas em torno da cintura do adversário e pega impulso com os braços no chão, onde ao chegar numa elevada altura faz o movimento original de um arm drag, se soltando do corpo do adversário.

### Arm Wringer
Nessa manobra, o wrestler torce o pulso do oponente e logo depois, gira o corpo do mesmo com o impulso do braço, o fazendo virar uma cambalhota e ciar de costas no chão. Essa manobra é muito usada para reverter o Irish Whip.

### Atomic Drop
Nesse movimento, o wrestler segura o oponente por trás, colocando a cabeça por baixo do ombro do oponente. Então ele levanta o oponente e o deixa cair de cóccix no joelho do usuário.

#### Inverted Atomic Drop
Nessa variação, o wrestler segura o oponente pela frente, passando a cabeça por baixo do ombro do oponente também. Ele levanta o adversário e o deixa cair de perna aberta sobre o joelho do usuário, atingindo a virilha.

#### Sitout Full Nelson Atomic Drop
Mais conhecido como Full Nelson Bomb, este movimento consiste no wrestler segurar o oponente em uma Nelson Hold . O lutador então levanta o oponente e o deixa cair sentado no chão, fazendo com que ele caia de cóccix no chão.

### Backbreaker
Um Backbreaker refere-se ao movimento de luta profissional em que um lutador segura o oponente e faz com que as costas dele se dirija a uma parte do corpo do usuário, geralmente o joelho.

### Back Body Drop
É feito quando um oponente vem em direção ao wrestler. O usuário se abaixa, na altura da cintura do oponente. Ele então, segura as pernas do oponente e levanta, jogando o adversário sobre seu corpo. O impulso faz com que o atingido gire por cima do corpo do atacante, caindo de costas no chão.

### Chokeslam
A chokeslam é qualquer corpo slam em que o wrestler agarra seu pescoço do adversário, levanta-lhe para cima, e bate-lhe para o tapete, causando-lhe a terra em suas costas. Se um lutador precisa de mais força de alavanca, ele pode erguer com sua cintura de seu oponente também.

### Cobra Clutch Slam
Nesse movimento, o wrestler segura o oponente por trás, passando o braço dele pelo pescoço do oponente, segurando o braço oposto do oponente. Então ele levanta o adversário e o lança de costas no chão.

### Brainbuster
Um "Brainbuster", é um golpe onde o wrestler ergue o oponente em um suplex, porém ele não o joga para trás e sim, desce o oponente de cabeça no chão, lhe causando um grande dano. Esse golpe é considerado muito perigoso em alguma empresas.

### Bulldog
O wrestler vem por trás do oponente é envolve a cabeça dele usando o braço. Ele então se joga para frente, caindo sentado no chão, enquanto o oponente cai de barriga no chão, com o braço do atacante pressionando a cabeça do adversário.

#### Cobra Clutch Bulldog
O lutador aplica um Cobra Clutch e depois salta para a frente, caindo numa posição sentada e dirigindo o rosto do oponente no chão.

#### Half Nelson Bulldog
O lutador prende o oponente em um Nelson Hold, porém, somente um dos braços. Então ele salta para frente, sentando no chão, fazendo com que o oponente caia com o rosto no chão.

#### One-Handed Bulldog
O "One-Handed Bulldog" é um movimento, onde o wrestler corre por trás do oponente e se joga, colocando uma das mãos na nuca do rival. Ele então cai no chão, fazendo com que o adversário caia de rosto no chão. Existe a variação onde o wrestler corre, mas segura o oponente com as duas mãos, a qual se dá o nome de Two-Handed Bulldog.

#### Fireman's Carry Bulldog
O wrestler coloca o oponente em uma posição de Fireman’s Carry, então ele gira o oponente, prendendo o braço ao redor da cabeça do rival, fazendo com que o rosto dele atinja o chão.

#### Springboard Bulldog
O wrestler segurava o oponente na posição comum de um front facelock position e então corre com este até as cordas, onde efetua um salto, atingindo seus pés nas cordas (normalmente as superiores) e assim efetua uma pressão que gire no ar, virando-se de costas para as cordas e caia sentado na lona, fazendo o oponente chocar seu rosto no ringue.
- Exemplos de usuários: Trish Stratus

### Catapult
O wrestler agarra o oponente, caído, pelas pernas, logo depois, ele segura as pernas do rival na altura do tórax. Ele põe o joelho nas costas do oponente para fazer a alavanca. O atacante então, se joga de costas no chão, fazendo com que o oponente levante-se e se choque com algum objeto, geralmente, o corner ou uma escada.

### DDT
O DDT é qualquer movimento no qual o lutador cai para baixo ou para trás, segurando a cabeça do oponente sob o ombro, fazendo com que ele choque a testa no chão. Esse golpe foi popularizado por Jake ''The Snake'' Roberts como o seu finalizador o The DDT

### Driver
Um Driver é qualquer movimento onde o wrestler segure o oponente, o levante e o jogue de volta ao chão, geralmente de cabeça, costas ou ombros.

#### Electric Chair Driver
O wrestler deixa o oponente sentado sobre seus ombros, em um Electric Chair. Então, ele encurva-se para frente, agarrando seu oponente a frente de seu corpo, dirigindo a cabeça dele ao chão. Esse golpe é considerado muito perigoso em algumas promoções.

#### Fisherman Driver
O wrestler levanta o oponente em um Suplex, porém, segurando uma das pernas do oponente. Com o atingido lá em cima, o wrestler solta o oponente para baixo, dirigindo a cabeça dele em direção ao chão.

#### Hurricanrana Driver
O lutador executa um Hurricanrana Takedown em um oponente de joelhos, fazendo que ele bata de cabeça no chão.

#### Michinoku Driver II

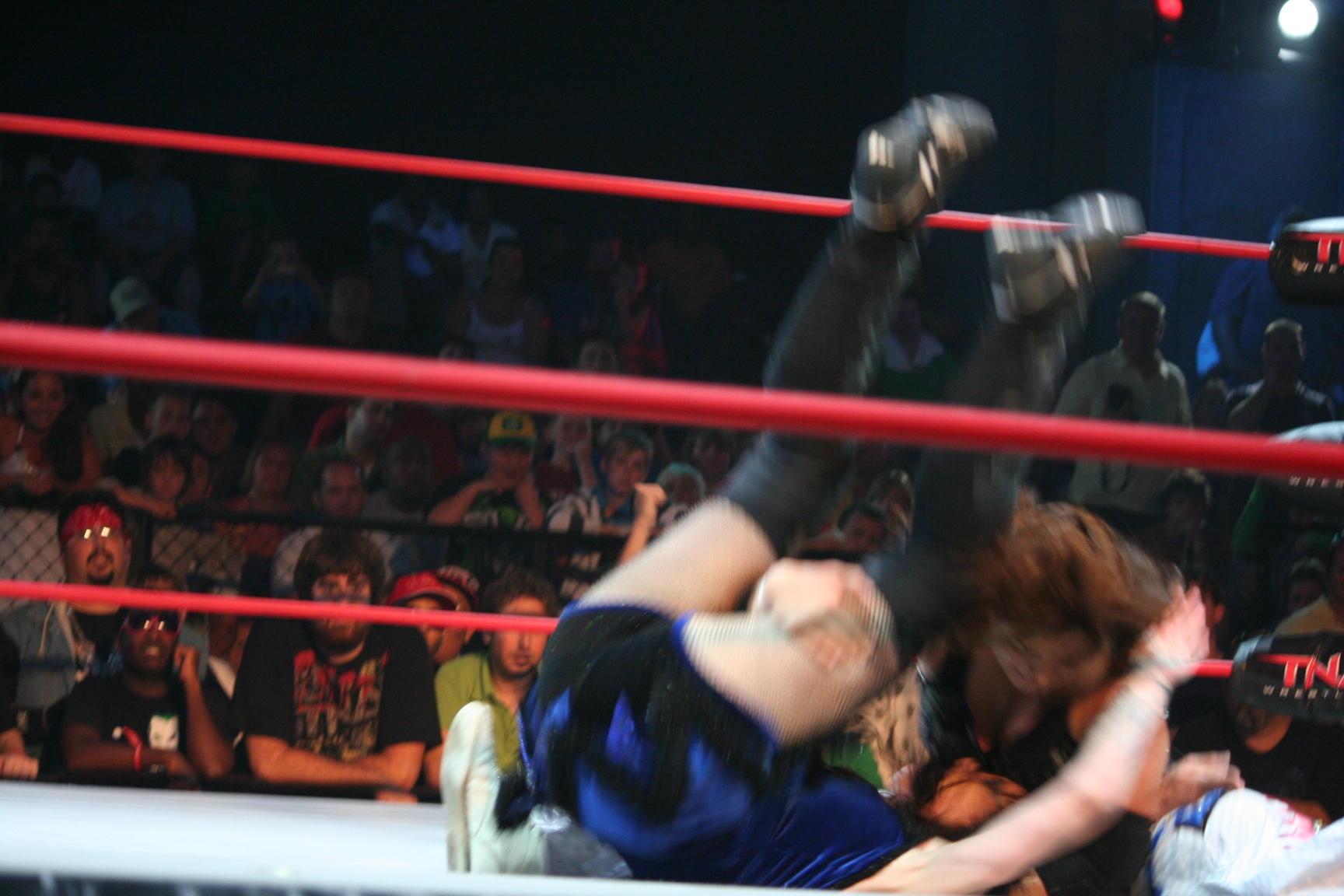
Ayako Hamada aplicando um Michinoku Driver II.

Tecnicamente conhecido como sitout scoop slam piledriver. De frente para o adversário, o lutador atinge entre as pernas de seu adversário o seu braço direito e ao mesmo tempo em torno de seu pescoço. Ele então levanta sem adversário deixando-o de forma que fique de cabeça para baixo como num Scoop Slam, onde ele cai sentado no chão, fazendo a cabeça do oponente chocar-se com o chão

##### Michinoku Driver II-B
Nessa variação, o lutador segura o oponente em um Inverted Facelock. Ele então levanta o oponente de cabeça para baixo, segurando uma das pernas, finalizando o movimento jogando o adversário de cabeça no chão.

#### Wheelbarrow Driver
O wrestler segura o oponente em um Whellbarrow, então ele, ao invés de descer o oponente de rosto no chão, o usuário levanta mais o atingido e gira o corpo dele para frente, fazendo com que a cabeça se choque contra o tablado.
b

### Electric Chair Drop
O wrestler levanta o oponente sobre seus ombros em um Electric Chair e depois cai para trás dirigindo o adversário para trás, de costas no chão. Há também uma variação onde o wrestler deixa o oponente cair para frente, realizando um Facebuster.

### Facebreaker
Um Facebreaker é qualquer movimento em que o lutador bata o rosto de seu adversário contra uma parte do corpo do wrestler, geralmente o joelho.

#### Double-Knee Facebreaker
De frente para o rival, o wrestler salta, segurando a cabeça do oponente. Ele, então, põe seus dois joelhos no rosto do oponente. Quando ele cai de costas no chão, o joelho se choca fortemente contra a face do adversário causando um grande estrago. Esse golpe é o finisher de Chris Jericho, sendo chamado de Codebreaker.

##### Single Knee Facebreaker
É uma variação onde o lutador usa um joelho ao invés dos dois. Era usado por Gregory Helms.

#### Facebreaker Knee Smash
O lutador corre em direção ao oponente. Ele então, salta segurando a nuca do oponente e cai com um dos joelhos no chão e o outro no rosto do adversário, causando uma grande pressão na rosto do atingido.

### Facebuster
Um Facebuster, também conhecido como Faceplant, é qualquer movimento no qual o lutador força o rosto do oponente em direção ao chão, sem que envolva um Headlock.

### Fireman's Carry
O lutador segura o oponente, deitado de barriga, sobre seus ombros, podendo fazer um Slam logo em seguida.

#### Airplane Spin
O wrestler usa o Fireman’s Carry no oponente, então ele começa a rodar no mesmo lugar, deixando o oponente tonto. O golpe pode ser terminado com um Slam

#### Reverse Death Valley Driver
O wrestler segura o oponente em um Fireman’s Carry, porém, invertido, com o oponente deitado sobre o ombro com a barriga para cima. Ele então joga o oponente para o lado, fazendo com que ele caia de barriga no chão.

#### Fireman's Carry Cutter
O wrestler segura o oponente em um Fireman's Carry, depois o arremessa em uma posição de Cutter e lança a cabeça de seu oponente ao chão. É o Finisher de Alex Riley, o TKO

#### Fireman’s Carry Drop
O wrestler faz o Fireman’s Carry no oponente, e o lança para frente, fazendo-o passar por cima da cabeça. O atingido cai de barriga no chão, com o wrestler podendo terminar o golpe de pé ou ajoelhado.

#### Fireman's Carry Slam
O wrestler faz o Fireman’s Carry no oponente segurando a coxa e apoiando o outro braço no rosto do peito do oponente. O atacante empurra o adversário para cima e faz uma alavanca, jogando o oponente para o lado onde as pernas dele estão, fazendo que o atingido caia de costas no chão.

#### Fireman's Carry Takeover
O wrestler faz o Fireman’s Carry no oponente, então ele segura a nuca dele com uma mão e com a outra faz uma alavanca em uma das coxas, o lançando para o alto. Então ele controla o corpo da vítima com a sua mão que está na nuca, o fazendo girar sobre a cabela e cair de costas no chão. Esse movimento é o finisher de John Cena, que se chama Attitude Adjustment.

#### Olympic Slam
O lutador ergue o oponente em um Fireman’s Carry, então ele se joga para trás com o oponente, caindo de costas no chão. Pelo adversário estar mais alto, o dano é maior. A pricncipal característica do golpe é a velocidade, já que no momento que o wrestler agarra o oponente para erguê-lo, ele já começa a cair para trás. É usado como finisher por Kurt Angle, Angle Slam.

#### Samoan Drop
É quase igual ao Olympic Slam, porém é lento, pois o wrestler ergue o oponente no ombro, então ele se joga para trás, com a diferença de que ele cai com a cabeça na barriga do adversário, causando mais dano.

### Flapjack
O lutador agarra o oponente, em pé, pelas pernas e o levanta. Então ele se joga para trás, fazendo com que o atingido caia de rosto no chão.

#### Alley Oop
O wrestler levanta o oponente em um Powerbomb, então, ao invés de lançar o oponente para frente, para cair de costas no chão, o atacante faz um Flapjack, lançando o oponente para trás, fazendo com que ele caia de barriga e atrás do usuário.

### Full Nelson Slam
O usuário segura o oponente em um Nelson Hold então ele o levanta e o joga de costas no chão, desviando para o lado, para abrir o caminho para o impacto.É bastante usado pelo lutador Jinder Mahal.

#### Half Nelson Slam
Igual ao Full Nelson, porém o wrestler agarra apenas um dos braços do oponente.

### Giant Swing
O wrestler segura o oponente, deitado, pelas pernas e começa a girá-lo, fazendo com que ele saia do chão. Bastante usado por Cesaro.

### Guillotine Drop
Quando o wrestler está preso em um Guillotine Choke, ele usa a força para erguer o oponente, então ele o lança no chão para se livrar da submission.

### Gorilla Press Drop
O wrestler levanta o oponente por cima de sua cabeça com os braços completamente estendidos o segurando, em seguida ele lança o oponente na frente ou nas costas contra o chão. É uma técnica popular para lutadores muito grande porque ela enfatiza a sua altura e poder.

#### Gorilla Press Slam
O lutador levanta o seu adversário por cima de sua cabeça com os braços completamente estendidos, então ele lança o oponente para o lado da cabeça do oponente o fazendo girar e cair de costas no tablado.

### Gutbuster
Um Gutsbuster é toda técnica onde o wrestler inflija dano à barriga do oponente, forçando-a em direção ao joelho, ombro ou outras partes do corpo.

#### Double Knee Gutbuster
O wrestler segura o oponente e o joga em direção ao seus joelhos flexionados, lhe causando dano na barriga.

#### Fireman's Carry Gutbuster
O wreslter ergue o oponente sobre o ombro, então ele o joga para frente, ao mesmo tempo em que ele se lança ao chão, com os joelhos dobrados para cima. O adversário cai de barriga sobre os joelhos.

#### Rib Breaker
O lutador agarra o oponente com uma das mãos na coxa do rival e outra no ombro, ele ergue o oponente, o deixando deitado no ar, de barriga para baixo. Ele então solta o opoente o deixando cair de barriga no joelho flexionado.

### Headscissors Takedown
O lutador prende as pernas em volta do pescoço de um oponente em pé. Ele então se lança para trás, fazendo com que o rival gire sobre ele e caia de costas no tablado.

#### Frankensteiner
O wrestler pula e coloca suas pernas em cima dos ombros do adversário, prendendo-as, e realiza uma cambalhota para trás fazendo o oponente girar caindo de nuca no tablado. Há ainda a varição, onde o usuário deixa o oponente de costas, realizando os mesmos movimentos. É chamada de Reverse Frankesteiner.

#### Rope aided headscissors takedown
O wrestler agarra o pescoço do oponente como num headscissors normal, porém se segurando nas cordas e então ao soltar as cordas, ele se lança contra o tablado, puxando o oponente e o fazendo efetuar um giro de back flip para o ringue.

### Hurricanrana
Também chamada de Huracanrana, pois seu inventor foi o luchador mexicano Huracán Ramírez. É uma manobra high-flyer e requer muita agilidade. O wrestler salta e envolve o pescoço do oponente com as suas duas pernas. Ele então se balança para o lado ou se joga para trás, forçando o oponente à girar no alto e cair de costas no chão.

### Hurricanrana driver
Consiste no Lutador  aplicar um Headscissors em um oponente ajoelhado, dirigindo sua cabeça para o chão.

### Hip Toss
O lutador prende seu braço sob um dos ombros do oponente e o faz girar e cair de costas no tablado. Geralmente, é usada quando um oponente vem correndo na direção do usuário.

### Irish Whip
Esse movimento é um dos mais usados nas lutas de wrestling. O lutador segura o oponente pelo braço e o lança em alguma direção, seja o corner as, cordas, ou algum objeto, como uma escada, mesa, etc.

### Jawbreaker
Um Jawbreaker, é qualquer movimento em que o lutador bate a mandíbula de seu oponente em uma parte do corpo do wrestler. Geralmente seus joelhos, cabeça ou ombro.

#### Sitout Jawbreaker
O wrestler, de frente para o oponente, segura ele na cabeça e coloca a sua própria cabeça abaixo do queixo do oponente. O usuário então se joga sentado no chão, fazendo com que o queixo do oponente se choque contra a parte superior da sua cabeça, atingindo seu maxilar.

#### Shoulder Jawbreaker
Também conhecido como Inverted Stunner. O lutador fica de frente para o adversário, põe seu ombro sob o queixo dele e prende o oponente antes de cair em uma posição sentada ou ajoelhada, fazendo o queixo do adversário se choque contra seu ombro.

#### Stunner
Um Stunner é um Three-quarter Facelock Sitout Jawbreaker. Nesse golpe, o wrestler, de costas para um oponente de frente, põe seu ombro abaixo do queixo do oponente e o prende em um Three-quarter Facelock. Ele então se joga sentado no chão, fazendo com que o queixo do rival se choque fortemente no seu ombro. O golpe foi popularizado por Stone Cold Steve Austin, que o usava como seu finisher, o Stone Colds Stunner.

### Mat Slam
É qualquer movimento em que o usuário lance o oponente em direção ao chão, dirigindo a nuca dele ao tablado.

#### Double Underhook Mat Slam
De frente pro adversário, o wrestler segura os dois braços do oponente e gira 180º. Então ele se joga sentado no chão, fazendo com que a nuca do oponente atinja o chão.

#### Sitout Rear Mat Slam
O wrestler segura o oponente pela cabeça, por trás. Ele se joga sentado no chão, puxando o oponente de nuca no chão.

#### Sleeper Slam
Nessa versão, o usuário corre em direção ao oponente e salta, segurando o adversário pelo pescoço. Ele então gira no ar e cai de barriga no chão, puxando o oponente de nuca para o chão.

#### Tilt-A-Whirl Mat Slam
O wrestler agarra o oponente pela barriga e gira o corpo dele, em um Tilt-A-Whirl. O wrestler então termina o movimento agarrando o rival pela nuca e o puxando em direção ao chão.

### Belly-To-Back Inverted Mat Slam
O wrestler agarra o oponente em uma posição de Texas Piledriver e encaixa os dois braços de seu oponente em suas pernas e o joga no chão com a barriga virada para baixo. Esse golpe foi popularizado por AJ Styles como o seu finalizador, o Styles Clash

### Monkey Flip
O wreslter corre em direção ao adversário, saltando e colocando seus joelhos na barriga do oponente. O usuário apóia seus pés sobre os joelhos flexionados do oponente. Então ele agarra o ombro do rival e se joga para trás, causando uma alavanca. O atingido gira por cima do corpo do usuário e cai de costas no chão.

### Muscle Buster
O wrestler segura o oponente em um suplex, porém ele levanta mais o adversário, colocando a nuca dele no ombro. O wrestler cai sentado no chão, causando um choque da nuca do rival com o ombro do usuário, que pode finalizar o movimento executando um suplex.

### Neckbreaker
O Neckbreaker é qualquer movimento em que o wrestler bata o pescoço do oponente em uma parte do corpo, geralmente, ombro ou joelho. Ou também pode ser feito com o wrestler dirigindo o pescoço do oponente ao chão.

### Piledriver
Um Piledriver é qualquer golpe onde o wrestler agarre o oponente e o vire, deixando-o de cabeça para baixo. O wrestler então cai, fazendo com que a cabeça do oponente atinja o chão.

### Powerbomb
O Powerbomb é o movimento onde o wrestler ergue o oponente, o deixando sentado sobre seus ombros, porém, virado de frente para ele, de forma que o usuário possa jogar o oponente para frente, o fazendo cair de costas no chão.

### Powerslam
Um Powerslam é um golpe onde o wrestler põe o oponente deitado sobre um dos ombros. O usuário então, cai para frente, obrigando o oponente a cair de costas no chão.

### Pumphandle
O Pumphandle, é um movimento onde o wrestler ergue o oponente, o prendendo por um dos braços e por entre as pernas do oponente.

#### Pumphandle Drop
O wrestler segura o oponente em um Pumphandle. Então ele apenas deixa o oponente cair de costas no chão.

#### Pumphandle Slam
O wrestler segura o rival no Pumphandle e o levanta até o ombro, logo depois o descendo de costas no chão, com um Powerslam.

#### Fallaway Pumphandle Slam
O wreslter usa o Pumphandle, mas ao invés de lançar o oponente para frente, ele se inclina e cria uma alavanca, o jogando para trás.

### Slam
Um Slam é qualquer golpe onde o wrestler agarre o corpo do rival, o levante e o jogue no chão novamente.

#### Body Slam
Um Body Slam é qualquer movimento em que um lutador pega seu oponente e joga ele para o chão. É muito usado por lutadores grandes.

#### Fallaway Slam
O lutador segura o oponente, perpendicularmente, com uma mão no ombro e outra entre as pernas. O lutador então, se inclina para frente e se lança para trás, fazendo com que o rival gire por cima do seu corpo, caindo atrás dele.

#### Sidewalk Slam
O lutador segura seu oponente na lateral de seu corpo como se estivesse o carregando no colo e então se lança de lado contra o tablado, fazendo o adversário chocar suas costas no ring.

#### Scoop Slam
O usuário agarra o oponente, com uma das mãos por entre as pernas e a outra pelo pescoço. Ele então ergue o oponente e o vira no alto, o dirigindo de costas para o chão. Muito utilizado por Randy Orton.

### ShoulderBreaker
O wreslter ergue o oponente em um Powerslam, porém, ao invés de jogar o adversário no chão, o wrestler o desce chocando o ombro do adversário sorbre o joelho do atacante.

### Snake Eyes
O wrestler ergue o oponente em um Powerslam, vai em direção a um dos corner e lança o oponente para frente, com o rosto em um dos turnbuckles. Undertaker usa bastante essa técnica.

### Snapmare
O wreslter segura o oponente em um Three-quarter Facelock e se ajoelha, lançando seu oponente sobre o ombro.

#### Snapmare Neckbreaker Slam
O wrestler faz um Snapmare, porém, ele se lança para o lado, caindo em um Neckbreaker.

### Spinebuster
O Spinebuster é o movimento onde o wrestler agarra o oponente pela frente e o levanta. Então, ele se joga de frente para o chão e cai ajoelhado, fazendo com que o oponente caia de costas no chão. Wrestlers como Batista, The Rock,Triple H e o já falecido Lance Cade usavam ou usam esse movimento. Golpe Geralmente usado por Wrestlers Powerhouse.

#### Spinning Spinebuster
Versão criada por Arn Anderson, onde o wrestler espera o oponente vir correndo em sua direção para segurá-lo pelas coxas e o girar rapidamente no ar, caindo de joelhos no chão e deixando o rival cair de costas no tablado. Esse golpe é muito usado por Robert Roode.

### Suplex
O Suplex é um tipo de um golpe, através do qual o lutador levanta o oponente, deixando-o de pernas para cima, seguido de um arremesso ao adversário para trás.

## Trips e Sweeps

### Double Leg Takedown
O wrestler agarra as pernas de um adversário em pé e as puxa para si, fazendo com que ele caia de costas no chão.

### Dragon Screw Legwhip
O wrestler agarra uma das pernas do rival, então ele gira o corpo, fazendo com que o oponente caia de costas no chão.

### Drop Toe Hold
O usuário so joga no chão e prende uma de suas pernas nas pernas do adversário e com a outra pernas livre, ele engancha por trás, causando uma queda frontal do atingido.

### Russian Legsweep
O wrestler chega ao lado do oponente, segurá-lo pelo ombro ou pescoço, então põe a sua perna mais próxima por entre as pernas do rival, prendendo-a. O wrestler então, apenas jogasse para trás, fazendo com que o oponente caia de costas

## Forward Russian Legsweep
O wrestler chega ao lado de seu oponente segurando em seu cabelo por trás e colocando sua perna mais próxima na frente de seu corpo e puxa sua cabeça para trás onde segue empurrando para frente, fazendo assim o wrestler tropeçar e colidir o rosto contra o ring.
Move bastante utilizado pela Diva: Maryse.

### Schoolboy
O wrestler chega por trás do oponente e o agarra por entre as pernas, o puxando para trás. O wrestler pode puxar um pinfall

### STO
De frente para o oponente, o wrestler o agarra pelos ombros e joga uma das pernas por trás de ambas as pernas do rival. O usuário então dá um impulso para frente causando a queda do adversário.

#### Reverse STO
Conhecido também como o Complete Shot ou "Sister Abigail", esse movimento é iniciado da mesma forma do STO, porém, ao invés de ir para frente, o lutador cai de costas no chão, fazendo com que o adversário atinja rosto no chão.